# Puchar Azji w Piłce Siatkowej Mężczyzn 2008
Puchar Azji w piłce siatkowej mężczyzn 2008 – rozgrywany był w Tajlandii w dniach 20 -26 września 2008. 8 czołowych krajowych reprezentacji rywalizowało w Nakhon Ratchasima. Pierwszym zwycięzcą Pucharu Azji została reprezentacja Iranu.

## Rozgrywki grupowe
| Grupa A                                       | Grupa B                                             |
| --------------------------------------------- | --------------------------------------------------- |
| Tajlandia · Korea Południowa · Chiny · Iran · | Australia · Japonia · Chińskie Tajpej · Indonezja · |

### Grupa A
Tabela
| Lp. | Drużyna          | Pkt | Mecze | Mecze | Mecze | Małe punkty | Małe punkty | Małe punkty | Sety | Sety | Sety  |
| Lp. | Drużyna          | Pkt | M     | W     | P     | zdob.       | str.        | ratio       | wyg. | prz. | ratio |
| --- | ---------------- | --- | ----- | ----- | ----- | ----------- | ----------- | ----------- | ---- | ---- | ----- |
| 1   | Korea Południowa | 6   | 3     | 3     | 0     | 289         | 243         | 1.189       | 9    | 3    | 3.000 |
| 2   | Iran             | 5   | 3     | 2     | 1     | 261         | 256         | 1.020       | 7    | 5    | 1.400 |
| 3   | Chiny            | 4   | 3     | 1     | 2     | 275         | 275         | 1.000       | 7    | 6    | 1.167 |
| 4   | Tajlandia        | 3   | 3     | 0     | 3     | 174         | 225         | 0.773       | 0    | 9    | 0.000 |

Źródło: asianvolleyball.org
Punktacja: zwycięstwo – 2 pkt; porażka – 1 pkt
Zasady ustalania kolejności: 1. liczba punktów; 2. stosunek małych punktów; 3. stosunek setów; 4. bilans w bezpośrednich meczach
     walka o miejsca 1-8
Wyniki
| Data  | Godz. | Drużyna 1        | Wynik | Drużyna 2 | 1     | 2     | 3     | 4     | 5     | * |
| ----- | ----- | ---------------- | ----- | --------- | ----- | ----- | ----- | ----- | ----- | - |
| 20.09 | 11:00 | Korea Południowa | 3:1   | Iran      | 23:25 | 25:17 | 25:17 | 25:22 |       | 1 |
| 20.09 | 16:00 | Chiny            | 3:0   | Tajlandia | 25:17 | 25:21 | 25:16 |       |       | 2 |
| 21.09 | 11:00 | Korea Południowa | 3:2   | Chiny     | 25:16 | 23:25 | 23:25 | 30:28 | 15:13 | 3 |
| 21.09 | 16:00 | Tajlandia        | 0:3   | Iran      | 23:25 | 23:25 | 19:25 |       |       | 4 |
| 22.09 | 11:00 | Iran             | 3:2   | Chiny     | 23:25 | 17:25 | 25:15 | 25:21 | 15:7  | 5 |
| 22.09 | 16:00 | Korea Południowa | 3:0   | Tajlandia | 25:18 | 25:20 | 25:17 |       |       | 6 |

### Grupa B
Tabela
| Lp. | Drużyna         | Pkt | Mecze | Mecze | Mecze | Małe punkty | Małe punkty | Małe punkty | Sety | Sety | Sety  |
| Lp. | Drużyna         | Pkt | M     | W     | P     | zdob.       | str.        | ratio       | wyg. | prz. | ratio |
| --- | --------------- | --- | ----- | ----- | ----- | ----------- | ----------- | ----------- | ---- | ---- | ----- |
| 1   | Japonia         | 6   | 3     | 3     | 0     | 315         | 284         | 1.109       | 9    | 5    | 1.800 |
| 2   | Australia       | 5   | 3     | 2     | 1     | 255         | 213         | 1.197       | 8    | 3    | 2.667 |
| 3   | Chińskie Tajpej | 4   | 3     | 1     | 2     | 216         | 252         | 0.857       | 5    | 6    | 0.833 |
| 4   | Indonezja       | 3   | 3     | 0     | 3     | 218         | 255         | 0.855       | 1    | 9    | 0.111 |

Źródło: asianvolleyball.org
Punktacja: zwycięstwo – 2 pkt; porażka – 1 pkt
Zasady ustalania kolejności: 1. liczba punktów; 2. stosunek małych punktów; 3. stosunek setów; 4. bilans w bezpośrednich meczach
     walka o miejsca 1-8
Wyniki
| Data  | Godz. | Drużyna 1 | Wynik | Drużyna 2 | 1     | 2     | 3     | 4     | 5     | * |
| ----- | ----- | --------- | ----- | --------- | ----- | ----- | ----- | ----- | ----- | - |
| 20.09 | 13:00 | Tajwan    | 0:3   | Australia | 12:25 | 18:25 | 14:25 |       |       | 1 |
| 20.09 | 18:00 | Japonia   | 3:1   | Indonezja | 24:26 | 25:20 | 25:19 | 25:23 |       | 2 |
| 21.09 | 13:00 | Indonezja | 0:3   | Australia | 24:26 | 16:25 | 25:27 |       |       | 3 |
| 21.09 | 18:00 | Japonia   | 3:2   | Tajwan    | 26:28 | 21:25 | 25:22 | 25:10 | 15:9  | 4 |
| 22.09 | 13:00 | Tajwan    | 3:0   | Indonezja | 28:26 | 25:23 | 25:16 |       |       | 5 |
| 22.09 | 18:00 | Australia | 2:3   | Japonia   | 20:25 | 25:16 | 25:23 | 19:25 | 13:15 | 6 |

## Runda pucharowa

### Ćwierćfinały
| Data  | Godz. | Drużyna 1        | Wynik | Drużyna 2 | 1     | 2     | 3     | 4 | 5 | * |
| ----- | ----- | ---------------- | ----- | --------- | ----- | ----- | ----- | - | - | - |
| 24.09 | 11:00 | Korea Południowa | 3:0   | Indonezja | 25:15 | 29:27 | 25:23 |   |   |   |
| 24.09 | 13:00 | Australia        | 0:3   | Chiny     | 14:25 | 20:25 | 22:25 |   |   |   |
| 24.09 | 16:00 | Iran             | 3:0   | Tajwan    | 25:11 | 25:16 | 25:19 |   |   |   |
| 24.09 | 18:00 | Japonia          | 3:0   | Tajlandia | 25:18 | 25:21 | 25:20 |   |   |   |

### Mecze o miejsca 5-8
| Data  | Godz. | Drużyna 1 | Wynik | Drużyna 2 | 1     | 2     | 3     | 4     | 5    | * |
| ----- | ----- | --------- | ----- | --------- | ----- | ----- | ----- | ----- | ---- | - |
| 25.09 | 11:00 | Indonezja | 2:3   | Australia | 23:25 | 25:19 | 17:25 | 25:20 | 8:15 |   |
| 25.09 | 13:00 | Tajlandia | 3:1   | Tajwan    | 25:19 | 25:18 | 21:25 | 25:21 |      |   |

### Półfinały
| Data  | Godz. | Drużyna 1        | Wynik | Drużyna 2 | 1     | 2     | 3     | 4     | 5 | * |
| ----- | ----- | ---------------- | ----- | --------- | ----- | ----- | ----- | ----- | - | - |
| 25.09 | 16:00 | Korea Południowa | 3:1   | Chiny     | 25:17 | 26:24 | 25:27 | 25:15 |   |   |
| 25.09 | 18:00 | Japonia          | 1:3   | Iran      | 20:25 | 27:25 | 28:26 | 22:25 |   |   |

### Mecz o 7 miejsce
| Data  | Godz. | Drużyna 1 | Wynik | Drużyna 2 | 1     | 2     | 3     | 4     | 5 | * |
| ----- | ----- | --------- | ----- | --------- | ----- | ----- | ----- | ----- | - | - |
| 26.09 | 11:00 | Indonezja | 1:3   | Tajwan    | 21:25 | 23:25 | 25:21 | 27:29 |   |   |

### Mecz o 5 miejsce
| Data  | Godz. | Drużyna 1 | Wynik | Drużyna 2 | 1     | 2     | 3     | 4 | 5 | * |
| ----- | ----- | --------- | ----- | --------- | ----- | ----- | ----- | - | - | - |
| 26.09 | 13:00 | Australia | 3:0   | Tajlandia | 29:27 | 25:16 | 25:17 |   |   |   |

### Mecz o 3 miejsce
| Data  | Godz. | Drużyna 1 | Wynik | Drużyna 2 | 1     | 2     | 3     | 4 | 5 | * |
| ----- | ----- | --------- | ----- | --------- | ----- | ----- | ----- | - | - | - |
| 26.09 | 16:00 | Chiny     | 3:0   | Japonia   | 25:22 | 25:16 | 25:19 |   |   |   |

### Finał
| Data  | Godz. | Drużyna 1        | Wynik | Drużyna 2 | 1     | 2     | 3     | 4     | 5    | * |
| ----- | ----- | ---------------- | ----- | --------- | ----- | ----- | ----- | ----- | ---- | - |
| 26.09 | 18:00 | Korea Południowa | 2:3   | Iran      | 25:13 | 15:25 | 25:27 | 25:15 | 7:15 |   |

## Klasyfikacja końcowa
| Miejsce | Reprezentacja    |
| ------- | ---------------- |
| złoto   | Iran             |
| srebro  | Korea Południowa |
| brąz    | Chiny            |
| 4.      | Japonia          |
| 5.      | Australia        |
| 6.      | Tajlandia        |
| 7.      | Chińskie Tajpej  |
| 8.      | Indonezja        |